# Спортивный бассейн (Дебрецен)
Дебреценский спортивный бассейн (венг. Debreceni Sportuszoda) — спортивное сооружение, бассейн, в городе Дебрецене в Венгрии. Предназначен для проведения крупных международных спортивных соревнований и занятий по водным видам спорта, может вместить 12500 человек.

## История
Краеугольный камень бассейна был заложен в ноябре 2005 года на территории Университета в Дебрецене, рядом с Великим лесом. Объект сдан в октябре 2006 года. На церемонии открытия присутствовали Тамаш Гьярфас, президент Венгерской ассоциации плавания и Лайош Коса, мэр Дебрецена, в то время как ленточную церемонию провела пятикратная олимпийская чемпионка Кристина Эгерсеги. Первым спортивным мероприятием стал полуфинал Кубка Венгрии по водному поло.
С декабря 2008 года Дебреценский спортивный центр находится в ведении компании Outstanding Nonprofit Ltd. В дополнение к бассейну для соревнований есть также тренировочные бассейны, сауна, джакузи и термальный бассейн. Особенностью соревновательного бассейна является то, что его можно переоборудовать на 25 или 33 метра с помощью выдвижной стенки.
Зрительские трибуны рассчитаны на 2500 посадочных мест. Бассейн расположен на углу улицы Хадхази-ут-Закани. Имеется бесплатная парковка. За бассейном размещены теннисные корты и футбольные поля, а также рестораны.

## Спортивные мероприятия
В этом бассейне были проведены крупнейшие международные и национальные спортивные соревнования по водным и другим видам спорта:
- Полуфиналы Кубка Венгрии по водному поло (2006),
- Чемпионат Европы по плаванию на короткой воде (2007),
- Чемпионат Венгрии по плаванию (2011 , 2012 , 2013 , 2014 , 2017 , 2018 , 2019),
- Чемпионат Европы по водным видам спорта (соревнования пловцов в 2012 году)[4].
- В 2022 году проходил Чемпионат мира по водным видам спорта.